# Augusto Pinochet
Augusto José Ramón Pinochet Ugarte, čilenski general, državnik in diktator, * 25. november 1915, Valparaíso, Čile, † 10. december 2006, Santiago de Chile.

## Vojaška kariera
Augusto se je rodil v družini bretonskih korenin. V rodnem Valparaísu je obiskoval osnovno in srednjo šolo ter se leta 1933 vpisal na tamkajšnjo vojaško šolo. Leta 1937 jo je dokončal s činom alférez (»drugi poročnik«) v pehoti. Še istega leta so ga razporedili v polk Chacabuco v Concepciónu. Čez dve leti, tedaj že s činom podporočnika, so ga prerazporedili v valparaiški polk Maipo. Leta 1941 se je vrnil v pehotno šolo in se leta 1943 poročil.
Konec leta 1945 je bil dodeljen polku Carampangue v Iquiqueju. Leta 1948 se je vpisal na vojaško akademijo. Vmes je moral za eno leto prekiniti študij, ker so ga kot najmanjšega častnika poslali na službo v premogovniški revir Lota. Leta 1951 je končal šolanje in se kot član generalštaba vrnil poučevat na vojaško šolo. Hkrati je na vojaški akademiji kot asistent predaval vojaško geografijo in geopolitiko in bil aktivni urednik armadnega glasila Cien Águilas (Sto orlov). V začetku leta 1953 je bil kot major poslan v ariški polk Rancagua. V tem času mu je vojaška akademija dodelila naziv profesorja in tako se je vrnil v Santiago in zasedel profesorsko mesto. V tem času so mu priznali tudi univerzitetno izobrazbo, kar mu je omogočilo, da se je vpisal še na študij prava. Leta 1956 je bil izbran v skupino mladih častnikov, ki je odšla v Ekvador in sodelovala z vojaško akademijo v Quitu. Zaradi tega je opustil študij prava in se namesto tega posvetil študiju geopolitike, vojaške geografije in obveščevalne dejavnosti.

### Vrnitev v Čile
Konec leta 1959 se je vrnil v Čile in bil dodeljen generalštabu I. divizije v Antofagasti. Naslednje leto je postal poveljnik polka Esmeralda. Zaradi uspešnega dela je leta 1963 postal podravnatelj vojaške akademije. Leta 1968 je bil imenovan v generalštab II. armadne divizije v Santiagu, že konec leta je napredoval v čin brigadnega generala in zasedel mesto načelnika generalštaba VI. divizije v Iquiqueju, hkrati pa je postal še intendant province Tarapacá.
Januarja 1971 je napredoval v čin divizijskega generala in bil imenovan za poveljnika santiaškega armadnega garnizona. Leta 1972 je postal načelnik generalštaba kopenske vojske, dokler ga ni leta 1973 predsednik Salvador Allende imenoval za vrhovnega poveljnika kopenske vojske.

## Državni udar
22. avgusta 1973 je spodnji dom čilenskega parlamenta zaradi vedno bolj kaotičnih razmer v državi in obtožb o zlorabi položaja izglasoval odstavitev predsednika Allendeja, po potrebi tudi s silo. V senatu predlog ni dobil potrebne dvotretjinske večine in zaradi odstopa vrhovnega poveljnika armade Carlosa Pratsa je Allende 23. avgusta na ta položaj imenoval do takrat v javnosti skoraj neznanega Pinocheta.
11. septembra je Pinochet izvedel prevrat. Vojska je obkolila in napadla predsedniško palačo La Moneda, medtem ko jo je vojno letalstvo bombardiralo. Allende je bil najden mrtev že pred zajetjem, natančne okoliščine njegove smrti pa še do danes niso povsem pojasnjene. Po uradni različici je naredil samomor, nekateri pa temu nasprotujejo in poskušajo s fotografijami dokazati, da se je aktivno uprl napadalcem.
Pozneje je Pinochet v svojih spominih zapisal, da je bil glavni pri državnem udaru in da je položaj vrhovnega poveljnika izkoristil za uskladitev s preostalima dvema rodovoma vojske in policijo. V zadnjih letih pa je nekaj takratnih visokih častnikov izjavilo, da se je Pinochet z zadrzanjem šele nekaj dni pred začetkom pridružil akciji, ki sta jo načrtovala letalstvo in predvsem mornarica.

## Diktatura
Takoj po prevratu je bil razpuščen parlament, oblast pa je prevzela vojaška hunta, ki ji je načeloval Pinochet kot predstavnik kopenske vojske, sestavljali pa so jo še admiral José Toribio Merino kot predstavnik mornarice, general Gustavo Leigh kot predstavnik letalstva in general César Mendoza kot predstavnik karabinjerjev (uniformirane policije). Pinochet je 27. junija 1974 tudi formalno postal predsednik države. Gustavo Leigh je bil zaradi vedno večjega nasprotovanja 24. julija 1978 prisilno upokojen, zamenjal pa ga je general Fernando Matthei. Zaradi škandala, pri katerem je policija ubila nekaj levičarskih aktivistov, je leta 1985 odstopil César Mendoza, zamenjal ga je general Rodolfo Stange.
Takoj po prevratu se je hunta brutalno lotila političnih nasprotnikov. Vse levičarske stranke, ki so se pridružile Allendejevi koaliciji, so bile prepovedane in oktobra je v karavani smrti bilo ubitih najmanj 70 ljudi. Tarča so bili zlasti ljudje, katere je oblast videla kot privržence socialistov in marksistov, in tudi vsi, ki so se drznili javno izreči proti prevratu. Po obnovitvi demokracije je Rettigova komisija ugotovila, da je »izginilo« (kot se je uradno reklo usmrtitvam) vsaj 3197 ljudi, najmanj 1102 sta izginila brez sledu, okoli 30.000 disidentov so mučili, 200.00 ljudi pa je pobegnilo iz države, večinoma v Argentino. Nekatere so v okviru operacije Kondor tudi v tujini preganjale čilenske obveščevalne službe ali obveščevalne službe gostujočih držav. Med drugimi so leta 1976 v Washingtonu s podtaknjeno bombo v avtomobilu ubili nekdanjega veleposlanika in ministra v Allendejevi vladi Orlanda Leteliera, dve leti zatem pa so v Buenos Airesu na podoben način ubili generala Carlosa Pratsa, ki je bil Pinochetov predhodnik na mestu vrhovnega poveljnika vojske in ni hotel sodelovati pri prevratu.
V letih 1977 in 1978 je zaradi ozemeljskih sporov glede otočkov v prelivu Beagle na skrajnem jugu skorajda izbruhnila vojna s sosednjo Argentino (kjer je takrat ravno tako vladala vojaška diktatura), ki jo je v zadnjem trenutku zaustavil papež Janez Pavel II. in razrešil spor z arbitražo.
Leta 1981 je sam sebi podelil naziv Capitán General, ki so ga pred njim nosili le španski kolonialni guvernerji in osvoboditelj Bernardo O'Higgins. Naziv je bil rezerviran le za tiste, ki so istočasno vodili državo in poveljevali vojski.
Maja 1983 so opozicijska in delavska gibanja pripravila več protirežimskih demonstracij in stavk, ki jih je oblast nasilno zatrla. Leta 1986 so varnostne službe odkrile, da je Patriotska fronta Manuela Rodrígueza (oboroženo krilo prepovedane Komunistične partije) ob pomoči kubanskih, sovjetskih in vzhodnonemških obveščevalnih služb v državo pretihotapila 80 ton raznega orožja. Septembra je bil z orožjem iz istega vira organiziran neuspel atentat, v katerem je bilo ubitih 5 telesnih stražarjev, Pinochet pa je bil le lažje ranjen.
Leta 1975 je Pinochet pričel z gospodarskimi reformami, ki jih njegovi privrženci označujejo za »neoliberalne« in »svobodno tržne«, da bi Čile »iz naroda proletarcev spremenil v narod lastnikov«. Pri tem se je oprl na »čikaške fante«, skupino 25 v Chicagu izšolanih ekonomistov, ki so bili zagreti privrženci zamisli Miltona Friedmana.
Uvedena je bila deregulacija mnogih dejavnosti. Ukinjena je bila zakonsko določena najnižja plača, sindikatom so omejili moč in sprivatizirali pokojninski sistem, državna podjetja ter banke, znižan je bil davek na prihodek in dobiček, lotili so se projekta proizvodnje in izvoza nebakrenih izdelkov. Zaradi neprekinjene in stabilne gospodarske rasti konec 80. let so nekateri podporniki režima s Friedmanom na čelu to ekonomsko politiko poimenovali »čilenski čudež«.
Ekonomska politika je prinesla tudi nekaj neprijetnih rezultatov. Brezposelnost je s 4,3 % leta 1973 v desetih letih narasla na 22 %, realne plače so se znižale za več kot 40 %, 20 % stopnja revščine iz leta 1970 se je do leta 1990 podvojila na 40 %, samo v letu 1983 je bruto družbeni proizvod padel za 19 %, število brezdomcev in ljudi z neprimernimi stanovanjskimi razmerami pa se je s 27 % leta 1972 povečalo na 40 % leta 1988. Leta 1970 je najbogatejša petina prebivalcev imela 45 % vsega premoženja, najrevnejša petina pa 7,6 %. Leta 1989 so se socialne razlike povečale, kajti najbogatejša petina je imela 55 % vsega premoženja, najrevnejša petina pa le še 4,4 %. Kljub temu so po obnovitvi demokracije Pinochetovi nasledniki (in politični nasprotniki) ohranili večji del začrtanih reform. Danes je Čile najbolj razvita država Latinske Amerike.

## Konec diktature
11. septembra 1980 je bila na plebiscitu, ki ga kritiki označujejo kot »nedemokratičnega z vrsto nepravilnosti« s 75 % podporo sprejeta ustava, ki je za leto 1988 predpisala predsedniški plebiscit z enim kandidatom in vrnitev civilne oblasti leta 1990.
V tem času je izgubil podporo Rimskokatoliške cerkve, ki je spočetka podprla državni udar in obračun z »nevarnostjo marksistične revolucije«, kardinal Raúl Silva Henríquez pa je sčasoma postal eden najglasnejših kritikov režima.
5. oktobra 1988 je 55 % volivcev glasovalo proti podaljšanju Pinochetovega mandata, 43 % pa jih je glasovalo za. Čeprav je bil tehnično gledano plebiscit nezavezujoč, je Pinochet priznal poraz. Leta 1989 so bile skupaj s kongresnimi volitvami (ki jih je ustava predvidela ne glede na rezultat predsedniškega plebiscita) organizirane prve demokratične predsedniške volitve z več kandidati po letu 1970. Pinochetovo predsedovanje se je končalo 11. marca 1990, ko je funkcijo predal izvoljenemu nasledniku Patriciu Aylwinu.
Zaradi prehodnih določil v ustavi je Pinochet do leta 1998 ostal vrhovni poveljnik vojske, nato pa je prisegel kot dosmrtni senator, kar je ustava omogočala vsem bivšim predsednikom z najmanj 6-letnim mandatom. S tem si je zagotovil tudi sodno imuniteto.

## Aretacija in sojenje
Leta 1998 je, še vedno vplivna osebnost v Čilu, odpotoval v Združeno kraljestvo na zdravljenje in na obisk k Margaret Thatcher. Septembra so ga tam aretirali na podlagi zapornega naloga, ki ga je izdal španski preiskovalni sodnik Baltasar Garzón, ki je preiskoval smrti in mučenje 94 španskih državljanov v obdobju diktature. Čilske oblasti so se nemudoma izrekle proti aretaciji, izročitvi Španiji in sojenju.
Pričela se je maratonska 16-mesečna drama v lordski zbornici, med katero je bil Pinochet ves čas v hišnem priporu, najprej v bolnišnici, kjer je okreval po operaciji hrbta, nato v najeti hiši. V tem času so se Margaret Thatcher, papež Janez Pavel II., George H. W. Bush in Dalaj Lama zavzeli za njegovo izpustitev, Bill Clinton pa je objavil dokumente, ki so razkrili vlogo takratnih ameriških oblasti pri spodkopavanju Allendeja in posledični pripravi terena za državni udar.
Lordska zbornica je najprej zavrnila Pinochetovo utemeljitev, da mu kot nekdanjenu šefu države pripada imuniteta, nato pa ugotovilo, da je pristojno samo za zločine po letu 1988, ko je bila v britansko zakonodajo vključena mednarodna konvencija proti mučenju. Na ta način so izključili večino najhujših zločinov, vendar ne vseh, lahko pa se je pričela obravnava zahteve po izročitvi Španiji.
Na koncu je takratni notranji minister Jack Straw kljub nasprotovanju mnogih pravnikov in zdravnikov na podlagi zdravniških izvidov razsodil, da Pinochetu zdravje ne bi dovolilo sojenja. 2.marca 2000 se je tako vrnil v Čile. Kljub temu že zaradi dejstva, da so nekoga v tujini pridržali zaradi zločinov v domovini in ga skorajda izročili tretji državi, nekateri pravni strokovnjaki ta dogodek označujejo za največjo prelomnico po nürnberških procesih, ki bi lahko služila pri pregonu ostalih zločincev proti človeštvu.
Leta 2000 je čilsko prizivno sodišče ugotovilo, leta 2002 pa je vrhovno sodišče še potrdilo, da zaradi »vaskularne demence« ne bi bil sposoben spremljati sojenja. Na podlagi te odločitve je, prepričan, da se je za vedno izognil sodiščem, leta 2002 »iz zdravstvenih razlogov« odstopil s položaja dosmrtnega senatorja. Leta 2003, ob obležitvi 30. obletnice prevrata, se je taktično umaknil izpred oči javnosti, leta 2004 pa se je pojavil v intervjuju neke miamijske televizije, kjer je deloval lucidno in vse prej kot dementno. Vrhovno sodišče mu je nemudoma odvzelo imuniteto. Po več pritožbah zaradi kršenja človekovih pravic in sojenja zdravstvenim težavam navkljub mu je bil odrejen hišni pripor in do danes so bile proti njemu vložene obtožbe zaradi atentata na Carlosa Pratsa (sodišče mu je samo za ta primer vrnilo imuniteto), izginotja šesterice, ki jih je aretirala tajna policija, in mučenja v zloglasni Villi Grimaldi. Ko je ameriški senat objavil poročilo o njegovih tajnih bančnih računih v ameriških bankah, so ga skupaj z družinskimi člani obtožili še pranja denarja, davčnih utaj, ponarejanja potnih listov. Leta 2006 ga je general Manuel Contreras, nekdanji načelnik tajne službe DINA obtožil še proizvodnje in trgovanja s kemičnim in biološkim orožjem ter kokainom. Sodni proces je prekinila Pinochetova smrt 10. decembra 2006 v santiaški vojaški bolnišnici zaradi posledic miokardnega infarkta.

## Dediščina
Predvsem dogodki ob aretaciji leta 1998 so pokazali, da je čilenska družba še vedno razdeljena glede mnenja o Pinochetovi vlogi. Nasprotniki mu očitajo uničenje demokracije, usmrtitve, mučenja in ostale kršitve človekovih pravic ter gospodarske reforme, ki so favorizirale zlasti bogate. Privrženci trdijo, da je rešil državo pred komunizmom, namesto kaosa uvedel red ter z reformami dosegel, da ima Čile danes najvišji življenjski standard v Latinski Ameriki. Njegova soproga Lucía Hiriart (1922 - 2021), ki je imela domnevno precejšen vpliv na nekatere odločitve, ga je preživela za natanko 15 let.